# Logosphère
 (septembre 2023).

Le Caravage, L'inspiration de Saint-Mathieu, 1602. Le plus souvent, dans la logosphère, le ou les divinités dictent ce que les hommes fixent ensuite par l'écrit. L'oralité s'impose donc comme un mode d'expression supérieur

La logosphère est la première des trois médiasphères définies par Régis Debray dans son Cours de médiologie générale. Elle désigne la phase de la civilisation qui s’écoule de la naissance de l’écriture  (IVe millénaire av. J. C.) à l’invention de l’imprimerie. Le mode de communication qui y prédomine est le « logos », le «  discours oral ». Bien que l’écriture existe, elle est subordonnée à l’oral.
Selon[réf. nécessaire] Julian Jaynes, cependant, la naissance de la conscience subjective se faisant après l'époque de l'Iliade, l'Odyssée pourrait marquer la naissance de la logosphère à la fin du VIIIe siècle av. J.-C.
Dans son Cours de médiologie générale, Régis Debray souligne le rôle prépondérant de l'oralité dans la transmission de savoirs, des mythes et des croyances dans la logosphère : «Dieu dicte, l’homme note et dicte à son tour. On lit avec les lèvres et en groupe. Les grands religieux fixent par l’écrit une révélation orale.»
Dans la logosphère, les supports matériels de l'écrit (stèle, papyrus, parchemin...) présentent un coût élevé et ne peuvent contenir qu’un très faible volume d’information. La diffusion des écrits se fait donc très lentement, à petite échelle et souvent dans un espace géographique restreint. Le temps et l’espace semblent donc immenses et infinis aux hommes.